# Mary Roberts Rinehart

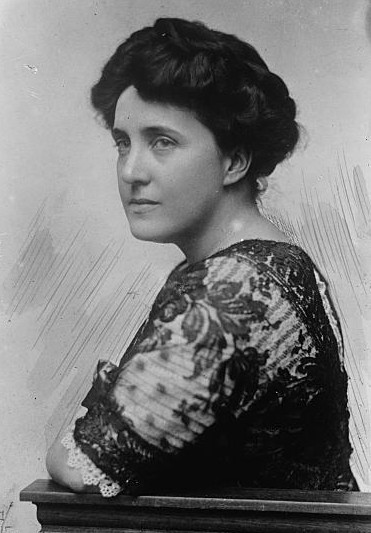
Mary Roberts Rinehart, 1920

Mary Ella Roberts Rinehart (* 12. August 1876 in Pittsburgh; † 22. September 1958 in New York City) war eine US-amerikanische Schriftstellerin und Journalistin. Sie gilt als eine der bekanntesten und kommerziell erfolgreichsten Autorinnen ihrer Zeit, die ihr Werk mit großem Geschick vermarktete. 1910 stand ihr Roman The Man in Lower Ten (dt.: Der Mann in Nummer zehn) als erster Kriminalroman auf der US-amerikanischen Jahres-Bestsellerliste. Er belegte Platz vier, ihr zeitgleich veröffentlichter Liebesroman When a Man Marries stand auf dieser Rangliste auf Platz 10.
Bekannt wurde Rinehart durch eine große Anzahl von Romanen und Kurzgeschichten, die zum Teil mit großem Erfolg am Broadway aufgeführt wurden. Ihre Erzählungen sind unter anderem durch ihre Erfahrungen geprägt, die sie als Krankenpflegerin sammelte. Von literaturgeschichtlichem Interesse sind heute nur noch ihre Kriminalgeschichten, die noch von der viktorianischen Sensationsliteratur geprägt sind. Ihre berühmteste Schöpfung war Letitia „Tish“ Carberry, zu ihren Protagonistinnen zählt aber auch die Krankenschwester Hilda Adams, die gemeinsam mit einem früheren Patienten Kriminalfälle löst.

## Leben

### Familie und Kindheit
Mary Ella war die Tochter des Einzelhändlers Thomas Roberts und seiner Ehefrau Cornelia Gilleland. Sowohl die mütterliche als auch die väterliche Familie war irisch-schottischer Abstammung. In Nordamerika war die Familie Gilleland als Landwirte zu einigem Wohlstand gekommen, Angehörige der Familie Roberts gingen typischen Beschäftigungen der Mittelschicht nach und verdienten ihr Geld häufig als Lehrer oder Prediger. Zum Zeitpunkt der Geburt von Mary Ella lebte das Ehepaar Thomas und Cornelia Roberts noch im Haus von Margaret Mawhinney Roberts, der Mutter von Thomas. Erst 1880, als die zweite Tochter zur Welt kam, bezog das Ehepaar ein eigenes Haus. Thomas Roberts führte bis 1887 eine eigene kleine Firma, die Nähmaschinen vertrieb, musste dann aber die Firma wegen wirtschaftlichen Misserfolgs aufgeben und arbeitete dann als Vertreter. Für die Familie bedeutete dies, dass sie auf die Annehmlichkeiten verzichten mussten, die für eine Familie der Mittelschicht typisch war: Das Dienstmädchen wurde entlassen, die Töchter der Familie Roberts erhielten keine Klavierstunden mehr und mussten sich ein Schlafzimmer teilen, weil eines der Kinderzimmer vermietet wurde und ihre Mutter nahm Näharbeiten an, um zum Haushaltseinkommen beizutragen.

### Ausbildung, Heirat und erste schriftstellerische Erfolge

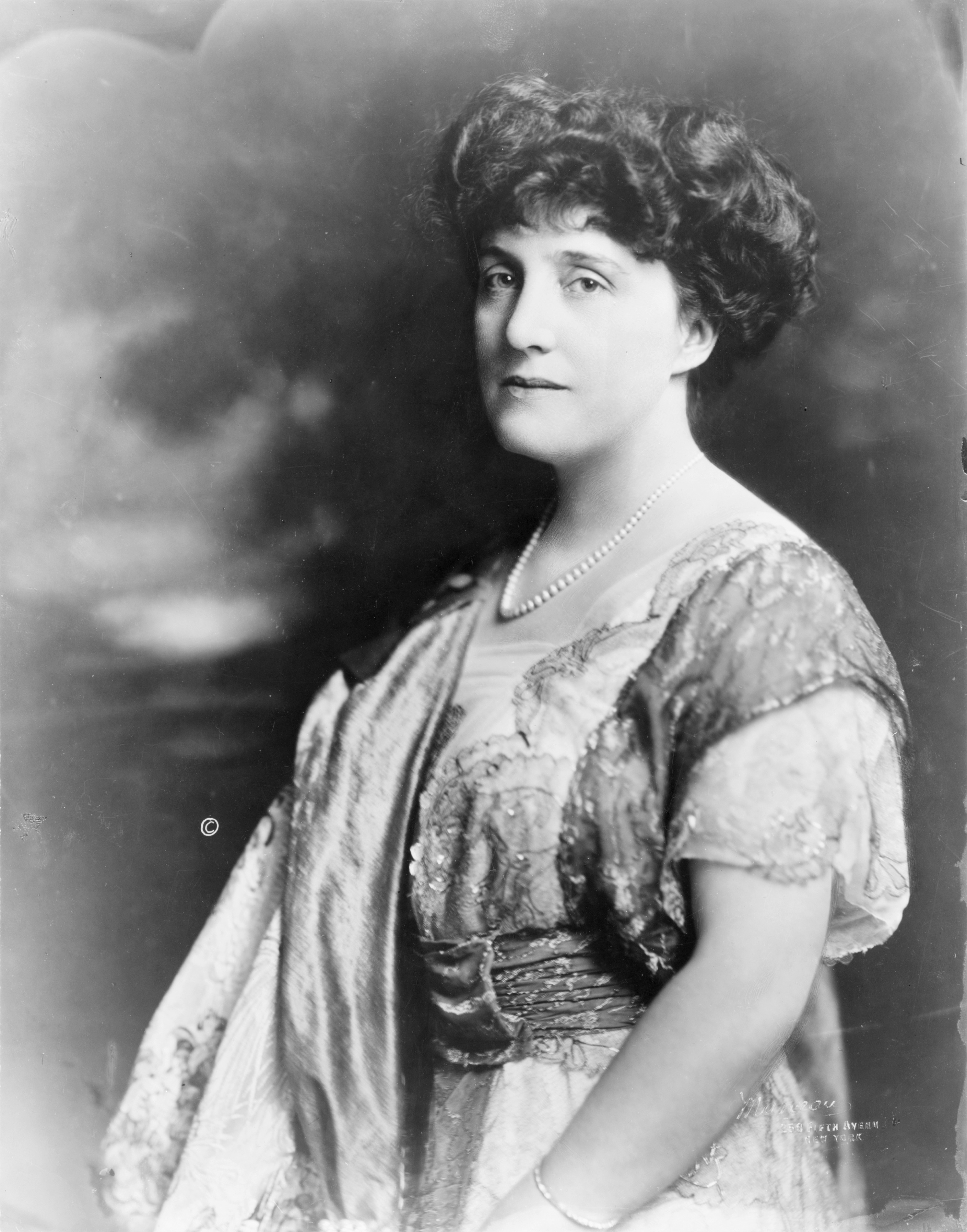
Mary Roberts Rinehart, um 1914

Rinehart war bereits als Mädchen eine begierige Leserin, sie zeichnete sich in der Schule zwar nicht sonderlich aus, schrieb aber unter anderem für die Schülerzeitschrift. Als 15-Jährige hatte sie schon drei Kurzgeschichten in einem lokalen Magazin, für je einen US-Dollar, veröffentlicht. Im Jahre 1893 absolvierte sie eine Ausbildung zur Krankenschwester beim amerikanischen Roten Kreuz im örtlichen Krankenhaus; in dieser Zeit sammelte sie viele Erfahrungen mit Giften, die später in ihren Werken eine Rolle spielten. Ihren Berufswunsch hatte sie gegen den Wunsch der Eltern durchgesetzt. Obwohl Florence Nightingale schon ab den 1860ern versuchte, den Beruf der Krankenpflegerin als akzeptierte Berufswahl von Frauen der Mittelschicht zu etablieren, galt dies immer noch als eine fragwürdige Wahl. Tatsächlich war Rinehart von Beginn ihrer Ausbildung an konfrontiert mit Prostituierten, Menschen, die in den Stahlwerken Pittsburghs schwere Arbeitsunfälle erlitten hatten, Alkoholkranken und Drogenabhängigen, pflegte Opfer einer lokalen Typhusepidemie und Menschen, die von Geschlechtskrankheiten wie der damals noch nicht heilbaren Syphilis gezeichnet waren.
Im November 1895 erschoss sich Rineharts Vater in einem Hotelzimmer. In ihrem erzählerischen Werk beschreibt Rinehart häufig das respektlose und keine Privatsphäre achtende Verhalten von Presseleuten. Dubose führt dies auf Rineharts eigene Erfahrungen hin, als nach dem Selbstmord Reporter das Haus der Roberts umlagerten.  Wenige Monate später heiratete Mary Roberts in Pittsburgh Stanley Marshall Rinehart, einen jungen Arzt aus Maine. Mit ihm hatte sie drei Söhne, Stanley Junior (* 1897), Alan (* 1900) und Ted (* 1902). Während ihrer ersten Schwangerschaft war sie gezwungen, vom Pflegedienst zu pausieren; sie nutzte die Zeit zum Verfassen weiterer kleiner Geschichten. Die Familie zog später nach Bar Harbor, Maine, wo ihr Mann eine Anstellung als Chefarzt bekam. Später stellte Rinehart in der Öffentlichkeit diese Jahre als eine Zeit dar, in der sie von der neuen Rolle als Mutter und Hausfrau erfüllt gewesen sei. Eine für ihre Söhne verfasste Lebensbeschreibung, die sie gegen Ende ihres Lebens verfasste, zeichnet jedoch ein anderes Bild: Rinehart war zutiefst unglücklich und gestand freimütig ein, wie viel Neid sie auf die wohlhabenden Patientinnen ihres Mannes empfand. Dubose weist darauf hin, dass Rinehart zwar materiell das komfortable Leben einer Angehörigen der Mittelschicht fühlte, dies aber nicht als bereits befriedigend empfand. Es ist zwar zutreffend, dass Rineharts Ehemann durch eine unglückliche Entwicklung von Börsenkursen 1904 das bis dahin angesparte Vermögen verlor und das Ehepaar kurzzeitig mit 12.000 USD verschuldet war. Dubose hält aber die von Rinehart später immer wieder kolportierte Geschichte, sie habe sich dem Schreiben zugewendet, um ihre eigene Familie vor dem finanziellen Ruin zu bewahren, für weit übertrieben. Rinehart begann schon vor dem Börsenverlust Gedichte und Kurzgeschichten in Zeitungen und Magazinen zu veröffentlichen, gleichzeitig verdiente Stanley Marshall Rinehart als angesehener Arzt ausreichend, um diesen Vermögensverlust wieder wett zu machen. Mit der Selbstdarstellung als der treuen und loyalen Ehefrau und Mutter, die sich nur aus Not dem Schreiben widmet, bediente Rinehart das Bild eines Lebensentwurfes, der von der Öffentlichkeit akzeptiert wurde und tatsächlich für eine Reihe früherer viktorianischer Schriftstellerinnen wie beispielsweise Mary Elizabeth Braddon auch zutraf.

### Die ersten Kriminalromane
Rineharts erste längere Erzählung The Man in Lower Ten (dt.: Der Mann in Nummer zehn) erschien im Jahr 1906 als Serie in einer Zeitschrift. Zwei Jahre später brachte sie ihr wohl bekanntestes Werk, den Kriminalroman The Circular Staircase (dt.: Die Wendeltreppe) als Buch heraus. Auch hier schuf sie die öffentlichkeitswirksame romantische Legende, sie habe den Schritt von der Gelegenheitsschreiberin von Kurzgeschichten zur Romanautorin nur gemacht, weil ein Onkel ihren Romanentwurf zufällig entdeckt und gemeinsam mit ihrem Ehemann sie nach langem Widerstand dazu überredet habe, einen Verleger dafür zu suchen. Weil ein vom Verlag Bobbs-Merrill veröffentlichter Roman von Anna Katharine Green zufällig im Buchregal gestanden habe, sei die Wahl auf diesen Verleger gefallen. Dubose macht darauf aufmerksam, dass auch diese Geschichte einer faktischen Überprüfung nicht standhält. Rinehart hatte zuvor für ein anderes Werk bereits nach einem Verlag gesucht, den Krimi einer Zeitung als Serie angeboten und hatte zuvor bereits mit dem Verlag Kontakt gehabt. 
Mit The Circular Staircase gilt sie als Erfinderin der Had I But Known (dt.: Hätte-ich-nur-gewusst, dass …)-Romane, sowie der unsterblichen Krimiphrase „Der Butler war´s“. Der Kriminalroman wurde positiv besprochen und ein Jahr später publizierte Bobbs-Merrill auch den zuvor nur als Zeitungsserie erschienenen Roman The Man in Lower Ten. Dieser war der erste Kriminalroman, der auf einer US-amerikanischen Bestsellerliste stand.  1910 schuf Rinehart die ungemein populäre Figur der Letitia „Tish“ Carberry, die sie jene kleinen und großen Abenteuer erleben ließ, die nach der gesellschaftlichen Etikette den Frauen dieser Epoche eigentlich verboten waren. Der Erfolg machte sich auch finanziell bezahlt. Die Rineharts zogen in ein größeres Haus um, erhöhten die Zahl ihrer Dienstboten, kauften sich ein großes Automobil und meldeten ihre Söhne auf Privatschulen an. Erfolgreich waren auch ihre Geschichten um diverse Krankenschwestern, die in berufsbedingte und private Turbulenzen gerieten. Mit Hilda Adams, alias „Miss Pinkerton“, schuf sie 1914 eine Krankenschwesterfigur, die gleichzeitig Kriminalfälle löst.

### Etablierte Autorin

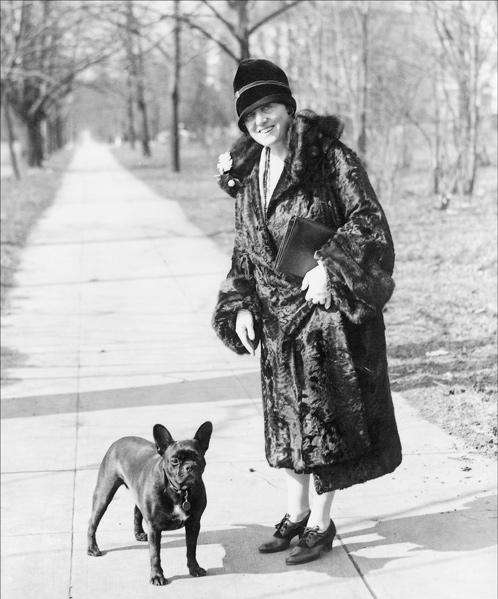
Mary Roberts Rinehart mit ihrer Französischen Bulldogge, 1922

Während des Ersten Weltkrieges war Mary Rinehart in England als Reporterin bei der Saturday Evening Post angestellt. Durch das belgische Rote Kreuz kam sie an die Front und schrieb über deren Eindrücke und Geschehnisse. Nach ihrer Rückkehr in den Vereinigten Staaten widmete sie sich wieder der Literatur zu. Ihr Roman Lost Ecstasy (1927) war so erfolgreich, dass der Filmproduzent Louis B. Mayer von den Filmstudios Metro-Goldwyn-Mayer (MGM) die Rechte für 15.000 US-Dollar abkaufte. Der Film lief unter dem Namen I take this woman (1931) in den Hauptrollen Gary Cooper und Carole Lombard in den Kinos. Im Jahre 1929 gründeten ihre Söhne, Stanley Jr. und Ted, zusammen mit deren Freund John Chipman Farrar den Verlag Farrar & Rinehart; und Mary Roberts Rinehart war einer der ersten Autoren. In den folgenden Jahren erkrankte ihr Mann mehr und mehr an Arthritis und trat daraufhin als Chefarzt der Chirurgie zurück. In seiner Privatklinik spezialisierte er sich auf die Früherkennung und Bekämpfung der Tuberkulose. Im Jahre 1920 zog die Familie nach Washington, D.C., wo ihr Mann zum medizinischen Berater der United States Army Medical Corps der US-Regierung ernannt wurde. Er starb 1932 und wurde auf dem Nationalfriedhof Arlington beigesetzt. 1934 erlitt Mary Roberts Rinehart einen Herzinfarkt und zog ein Jahr später von Washington nach New York City. In den Sommermonaten verbrachte sie die meiste Zeit in ihrem Sommerhaus Farview in Bar Harbor, das sie 1937 gekauft hatte. Hier veranstaltete sie Dinner-Partys und andere gesellschaftliche Veranstaltungen. Anfang der 1950er Jahre stellten Ärzte bei ihr Brustkrebs fest. In der Frauenzeitschrift Ladies' Home Journal schrieb Rinehart erstmals über das Tabuthema und plädierte auf einer gesetzlichen Krebs-Frühuntersuchungsprogramms in den Vereinigten Staaten. Mary Ella Rinehart starb an den Folgen eines weiteren Herzinfarkts. Durch ihre Verdienste während des Ersten Weltkriegs als erste Kriegsberichterstatterin für die Saturday Evening Post und wegen ihres Einsatzes für die Frauenrechte wurde Rinehart mit einer Grabstätte auf dem Nationalfriedhof Arlington in Washington geehrt. Sie wurde neben ihrem Ehemann bestattet.

## Auszeichnungen
- 1923 Ehren-Doktortitel in Literatur an der George Washington University in Washington, D.C.
- 1952 Special Award der Mystery Writers of America

## Sonstiges
- 1927 wurde mit dem Abenteuerfilm Flieger in Flammen eine Originalstory von Rinehart verfilmt.
- In Robert Siodmaks Verfilmung The Spiral Staircase (1945, dt.: Die Wendeltreppe) wurden Rineharts Buch The Circular Staircase (1908) und Elemente aus dem Roman Some Must Watch von Ethel Lina White vermischt.
- Ende der 1940er Jahre versuchte ihr philippinischer Koch Reyes, seit 1922 bei den Rineharts angestellt, sie mit einer Pistole zu ermorden - zu ihrem Glück war der Verschluss verhakt. Rinehart konnte in die Küche fliehen, wo sie ihr Dienstmädchen Peggy und Theodore Falkenstrom, ihr Chauffeur, vorfanden. Sie konnten Reyes die Waffe abnehmen, und beim Eintreffen der Polizei wurde er verhaftet. Am nächsten Tag wurde Reyes erhängt in seiner Zelle aufgefunden; Rinehart kam für die Kosten seiner Beerdigung auf.
- Mary Roberts Rinehart wird oft mit der britischen Schriftstellerin Agatha Christie (1890–1976) verglichen.

## Einordnung
Martha Hailey Dubose bezeichnet Mary Roberts Rinehart als den ersten weiblichen Superstar der Kriminalliteratur. Sie hatte das Glück, in einer Zeit zu leben, in dem sich die Kriminalliteratur von einem Untergenre der Sensationsliteratur zu einem der profitabelsten Segmente populärer Belletristik wandelte und konnte dies für sich nutzen. Sie selber sah sich allerdings nicht als Krimi-Autorin, sondern legte Wert darauf, als ernsthafte Kommentatorin sozialer Entwicklungen, als Journalistin und Romanautorin eingeordnet zu werden. Dubose weist allerdings darauf hin, dass aus dem umfangreichen Werk literaturgeschichtlich heute nur noch ihre Kriminalromane von Interesse sind. Sie entwickelte eine Form von Detektivgeschichte, die mehr der viktorianischen Sensationsliteratur verdankte als dem kühlen Rationalismus einer Anna Katharine Green oder einem Arthur Conan Doyle. Literaturwissenschaftlich wird sie in der Geschichte des Kriminalromans allerdings eher als Randfigur behandelt: Sie erfand keinen Protagonisten, der im wirklichen Sinne investigativ tätig ist, ihre Kriminalgeschichte werden selten nicht zuverlässig rational gelöst, sondern bei der Aufklärung des Falls spielen Zufall, Intuition und sogar Spiritismus eine Rolle. 
Dubose billigt ihr ein so großes schriftstellerisches Talent zu, dass es ausgereicht hätte, um eine ihre Zeit prägende Schriftstellerin zu werden. Dubose urteilt jedoch weiter, dass sie in einer Art faustischem Pakt ihr Talent einer schriftstellerischen Ausrichtung auf kommerziellen Erfolg untergeordnet hätte. Den Hinweis, den die damals noch weitgehend unbekannte Willa Cather ihr gab, nämlich das es für qualitativ hochwertiges Schreiben notwendig sei, das eigene Werk vor einer Veröffentlichung wieder und wieder kritisch zu überarbeiten, ignorierte sie. Kennzeichnend insbesondere für ihre frühen Erzählungen war eine schnell heruntergeschriebene Geschichte, die ohne jegliche Überarbeitung so bald wie möglich veröffentlicht wurde. Dass sie auch in der Lage war, qualitativ besser zu schreiben, stellte sie mit ihrem ersten Roman The Man in the Lower Ten unter Beweis.

## Werk

### Romane und Theaterstücke
| - Seven Days (Broadway comedy, 1909) - The Window at the White Cat (1910) - Where There's a Will (1912) - The Cave on Thundercloud (1912) - Mind Over Motor (1912) - The Case of Jennie Brice (1913) - Street of Seven Stars (1914) - The After House: A story of love, mystery and a private yacht (1914) - K (1915) - Bab, a Sub-Deb (1917) - Long live the King! (1917) - The Amazing Interlude (1918) - Dangerous Days (1919) - Salvage (1919) - A Poor Wise Man (1920) - The Bat (1920) | - The Breaking Point (1922) - The Red Lamp (1925) - The Mystery Lamp (1925) - Two Flights Up (1928) - The Door (1930) - The Double Alibi (1932) - The Album (1933) - The Doctor (1935) - The State Vs Elinor Norton (1933) - The Wall (1938) - The Great Mistake (1940) - The Yellow Room (1945) - The Swimming Pool (1952) - The Wandering Knife (1952) - The Frightened Wife (1953) |

### Serien
| - Letitia (Tish) Carberry - The Amazing Adventures of Letitia Carberry (1911) - Tish (1916) - More Tish (1921) - The Book of Tish (1926) - Tish Plays the Game (1926) - Tish Marches On (1937) | - Miss Cornelia Van Gorder - The Man in Lower Ten (1906) - The Circular Staircase (1907) - Hilda Adams - Miss Pinkerton (1932) - Haunted Lady (1942) - Episode of the Wandering Knife (1950) |

### Sammlungen von Kurzgeschichten
| - Love Stories (1919) - Affinities : and other stories (1920) - Sight Unseen / The Confession (omnibus) (1921) - Temperamental People (1924) - Nomad's Land (1926) - The Romantics (1929) | - Mary Roberts Rinehart 's Crime Book (1933) - Married People (1937) - Familiar faces; stories of people you know (1941) - Alibi for Isabel (1944) - The Confession / Sight Unseen (1959) |

## Einzelbelege
1. ↑  Martha Hailey Dubose: Women of Mystery, S. 35.
2. ↑  Martha Hailey Dubose: Women of Mystery, S. 20
3. ↑  Martha Hailey Dubose: Women of Mystery, S. 21 und S. 24
4. ↑  Martha Hailey Dubose: Women of Mystery, S. 24.
5. ↑  Martha Hailey Dubose: Women of Mystery, S. 21
6. ↑  Martha Hailey Dubose: Women of Mystery, S. 27.
7. ↑  Martha Hailey Dubose: Women of Mystery, S. 29.
8. ↑  Martha Hailey Dubose: Women of Mystery, S. 32.
9. ↑  Martha Hailey Dubose: Women of Mystery, S. 33.
10. ↑  Martha Hailey Dubose: Women of Mystery, S. 34.
11. ↑  Martha Hailey Dubose: Women of Mystery, S. 18
12. ↑  Martha Hailey Dubose: Women of Mystery, S. 18
13. ↑  Martha Hailey Dubose: Women of Mystery, S. 18. Im Original schrieb Dubose: ...at some point early in her career, Mary Roberts Rindhart appears to have made a Faustian bargain: her talent in exchange for commercial popularity and its concomitant rewards and blessings.
14. ↑  Martha Hailey Dubose: Women of Mystery, S. 32

| Personendaten    | Personendaten                                                                                                   |
| ---------------- | --- |
| NAME             | Roberts Rinehart, Mary                                                                                          |
| ALTERNATIVNAMEN  | Roberts, Mary (Geburtsname); Roberts, Mary Ella (Geburtsname); Roberts Rinehart, Mary Ella (vollständiger Name) |
| KURZBESCHREIBUNG | US-amerikanische Schriftstellerin                                                                               |
| GEBURTSDATUM     | 12. August 1876                                                                                                 |
| GEBURTSORT       | Pittsburgh |
| STERBEDATUM      | 22. September 1958                                                                                              |
| STERBEORT        | New York City                                                                                                   |